# Tóth János (agrármérnök)
Tóth János (Füzesabony, 1933–1993) egyetemi oktató, a CPS, mai nevén IKR vezetésében töltött be meghatározó szerepet 1975–1992 között. Ő volt a cég első vezérigazgatója.

## Életrajz
Bátyja mozdonyvezető lett. A szakirányú középiskola elvégzése után a Gödöllői Agrártudományi Egyetemen kitűnő eredménnyel végzett. Pályáját a Bábolnai Állami Gazdaságnál kezdte. Itt a gazdaság igazgatója, Burgert Róbert, hamar felfigyelt tehetségére, szorgalmára, és hamarosan (a '60-as években) az iparszerű baromfihús és tojástermelés megteremtésén dolgoztak közösen.
A baromfi-ágazat felfutása után, a '70-es években új projektbe kezdtek, az iparszerű kukorica- és gabonatermelés létrehozásán fáradoztak. A közös munka alatt kialakult bizalomnak köszönhetően kaphatta meg Dr Tóth János az ekkor alapított CPS, később IKR Közös Vállalat vezető pozícióját. Az IKR megalapításakor a legtehetségesebb fiatal szakemberekből álló, lelkes dolgozói gárdát vonultatott fel, ami a korban még nem volt megszokott.
Az IKR a kutatástól, a termelésen át, egészen az értékesítésig az összes idevágó feladatot ellátta. Legmeghatározóbb tevékenységek: intenzív információ csere, növénytermesztési technológiák kidolgozása, fejlesztése, a helyi körülményekhez adaptálása, szaktanácsadás, taggazdaságok szakembereinek továbbképzése, a termelés eszközrendszerének biztosítása (vetőmag, műtrágyák, növényvédőszerek, gépek és alkatrészek, szervizszolgálat, stb.) melyeket egy rendszerré kellett ötvözni a vállalat menedzsmentjének.
Az IKR 1973-as megalakítását követően már a következő évben 154 gazdaság több mint 200 ezer hektáron termelt kukoricát. A leghatásosabb demonstrációnak az 1977 óta évente megrendezett Bábolnai Napok számítottak. Nemzetközi gazdasági körökben hamar ismertté vált, és a csehszlovákiai és Szovjetunióbeli meghonosítása is megkezdődött.
1990-ben megalakult az IKR Termelésfejlesztési és Kereskedelmi Rt.
Dr. Tóth János ezt követően is a vállalat további kiterjesztésén dolgozott.
A Magyar Agrártudományi Egyesület alelnöke volt évekig, elnökségi tag volt az Agrárkamarában, és a Komárom-Esztergom megyei Agrárkamara elnöki tisztét is betöltötte.
Címzetes egyetemi tanár volt Gödöllőn és Óváron.

## Elismerései
Kétszer kapta meg az Állami díjat, valamint birtokosa a Cserháti és Tessedik emlékéremnek. 1993-ban rövid, de gyógyíthatatlan betegségben hunyt el. 2008-ban posztumusz megkapta az IKR által alapított Magvető Díjat.